# Maarten Lutherkerk (Weesp)
De Maarten Lutherkerk is een gebouw in Weesp in de Nederlandse provincie Noord-Holland, gebouwd in 1818 als kerkgebouw voor de Evangelisch-Lutherse Kerk in Weesp.
Sinds 1657 had de Lutherse kerk in Weesp een kerkgebouw dat in 1818 door de huidige zaalkerk werd vervangen. Het bakstenen gebouw met hoge spitsboogvensters heeft een gebogen fronton. De ingangspartij is met guirlandes versierd. De vierkantige houten klokkentoren heeft een naaldspits. Sinds 1974 is de Maarten Lutherkerk beschermd als rijksmonument.
In 2006 heeft de lutherse gemeente van Weesp het gebouw verlaten, in verband met de (plaatselijke) fusie met andere groepen binnen de Protestantse Kerk in Nederland. De verkoop van het pand in 2008 veroorzaakte enige verdeeldheid. Vervolgens is het gebouw in 2010 verbouwd en daarna is er een tandartspraktijk in gevestigd. Door een ruim gebruik van glazen wanden is ernaar gestreefd het ruimtelijke effect van het kerkinterieur te behouden.  

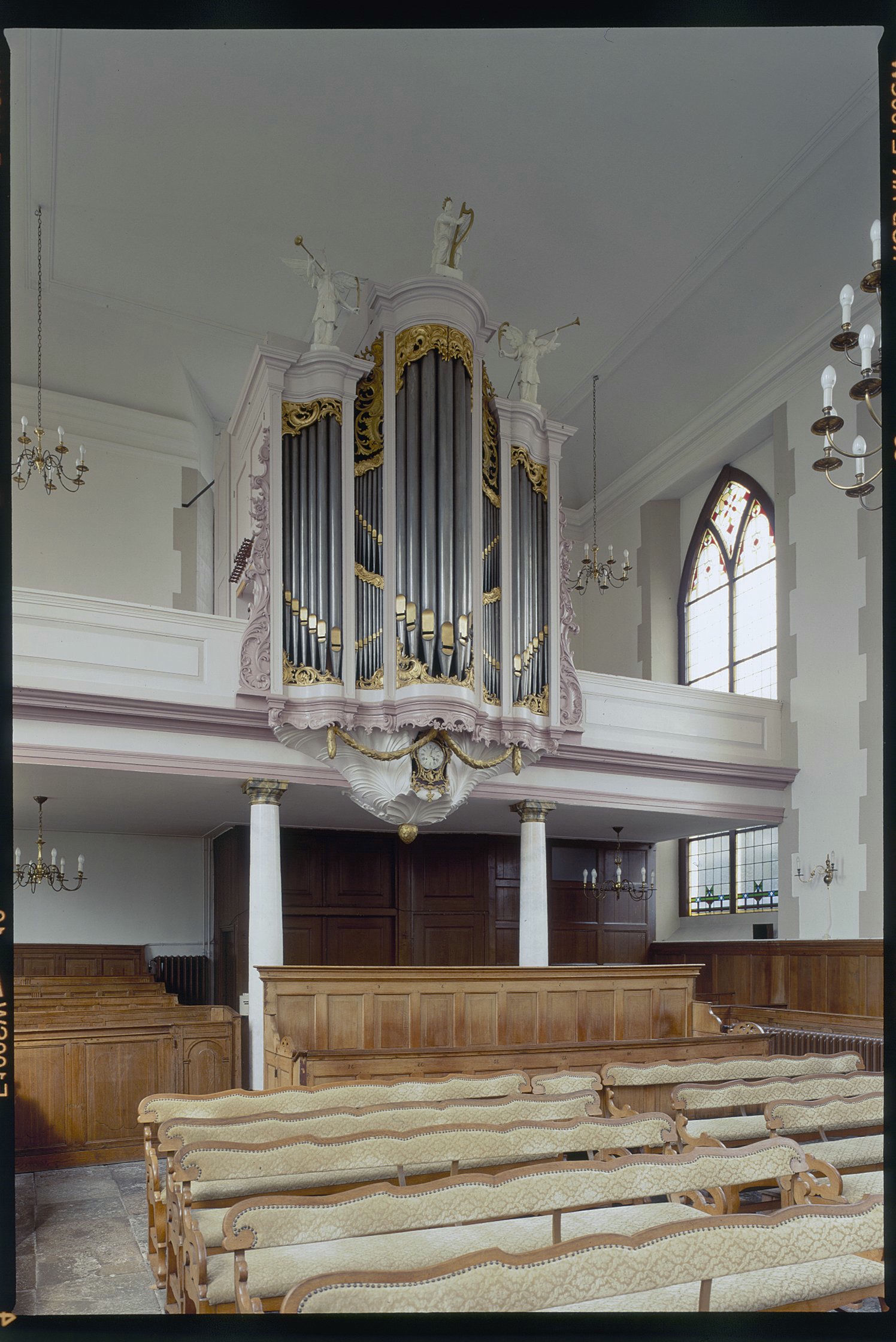
Het Strümphler-orgel uit 1769

Er is een orgel van de Amsterdamse, uit Duitsland afkomstige orgelbouwer J.S. Strümphler (1736-1807), dat op 27 augustus 1769 werd ingewijd. Het werd in 1818 door Strümphlers vroegere meesterknecht P.J. Teves geïnstalleerd in de nieuwe kerk. Het had één klavier, maar in 1938 maakte de Utrechtse Firma J. de Koff er een tweeklaviers orgel van. In 1992 vond een grote restauratie plaats, waarbij de orgelbouwers Fama & Raadgever uit Utrecht het instrument uitbreidden met handhaving van het tweede klavier en met gebruikmaking van onderdelen (pijpwerk en een windlade) uit andere Strümphler-orgels. Sindsdien heeft het orgel 19 registers en een aangehangen pedaal.